# Eduardo Frei (forskningsstation)

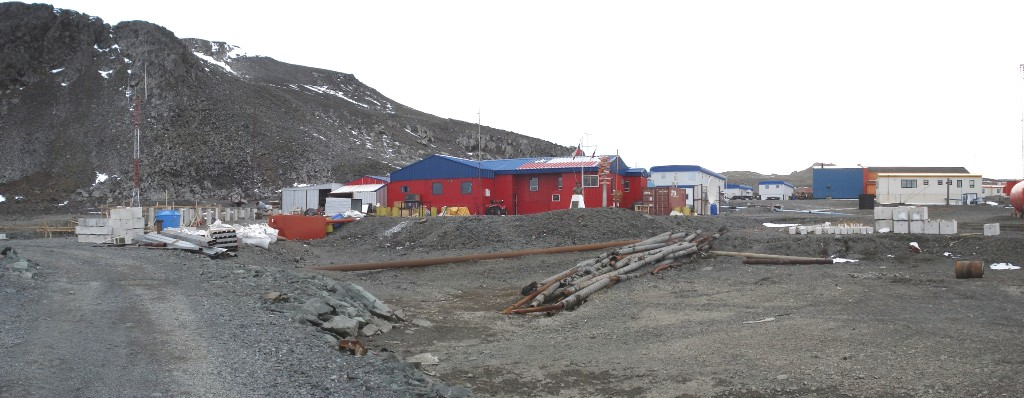
Stationen Eduardo Frei 2007

Eduardo Frei, ibland benämnd enbart Frei  (Spanska: Base Presidente Eduardo Frei Montalva) är en chilensk bas på King George Island (Sydshetlandsöarna) i Antarktis. Den ligger inom det område som Chile gör anspråk på (Chilenska Antarktis). Stationen öppnades 1969 som väderstation, och har fått sitt namn efter Eduardo Frei Montalva (1911-1982), som var Chiles president 1964-1970. 
Eftersom Chile gör anspråk på området, har barnfamiljer uppmuntrats att flytta till Frei, och sedan 1984 har barn fötts och vuxit upp på basen, eller närmare bestämt i bostadsområdet Villa Las Estrellas. Basen liknar snarare en liten by, där över hundra personer är bofasta . Klimatet på King George Island är det mildaste som Antarktis har att erbjuda, och sommartid är marken bar. Till basen hör ett 1300 meter långt flygfält, som även används av andra nationer som har stationer på ön. Närmaste befolkade plats är King Sejong Station, 10,5 km öster om Base Presidente Eduardo Frei Montalva.
Eduardo Frei är ingen forskningsstation, men sedan 1995 bedrivs forskning i närliggande Escuderostationen. 